# James Zealley
James Edward Zealley (Stepney, 7 de março de 1868 – Paddington, 1934) foi um futebolista britânico que competiu nos Jogos Olímpicos de Verão de 1900 em Paris. Ele ganhou a medalha de ouro como membro do Upton Park Football Club, que representou a Grã-Bretanha nos Jogos, e chegou a marcar um gol.